# Winnetous Sohn
Winnetous Sohn ist eine deutsche Filmkomödie von André Erkau aus dem Jahr 2015. Der Film entstand im Rahmen der Förderinitiative „Der besondere Kinderfilm“ 2013/2014 und basiert auf einem Drehbuch des Autorenduos Brinx/Kömmerling. Im Film bewirbt sich ein pummeliger Zehnjähriger allen Widerständen zum Trotz bei den Karl-May-Festspielen um die Rolle von Winnetous Sohn. Der deutsche Kinostart war am 9. April 2015.

## Handlung
Der selbstbewusste, übergewichtige Max ist in seinem Herzen ein Indianer. Als er erfährt, dass bei den Karl-May-Festspielen in Wolfitz City ein Darsteller für Winnetous Sohn gesucht wird, ist er der festen Überzeugung, für die Rolle der Richtige zu sein. Max wettet mit Morten, dass er es schaffe, am Casting teilzunehmen. Sollte es ihm gelingen, muss Morten mit ihm trainieren.
Max wird tatsächlich für das Casting zugelassen und hat zwölf Tage Zeit, sich auf die Rolle vorzubereiten. Neben dem auswendig zu lernenden Text muss er beweglicher werden und reiten lernen. Sein Vater Torsten hilft ihm dabei. Obwohl auf Torsten kein Verlass ist und Max’ Mutter nur Augen für ihren neuen Freund hat, weiß Max, dass er die Rolle bekommen wird. Daneben setzt er sich zum Ziel, seine Eltern wieder zusammenzubringen.

## Hintergrund
Der Film wurde produziert von Kinderfilm, ZDF und KiKA und gefördert vom Beauftragten der Bundesregierung für Kultur und Medien, der Mitteldeutschen Medienförderung, der Filmförderungsanstalt und vom Deutschen Filmförderfonds. Die Dreharbeiten wurden im August und September 2014 in 32 Tagen in Sachsen-Anhalt und Schleswig-Holstein durchgeführt.

## Rezeption
Der film-dienst urteilte, der „schön erdachte Kinderfilm“ verlasse sich „ganz auf seine komödiantischen Elemente“, vernachlässige „darüber aber die Charaktere, die eher blass bleiben“. Zudem würde die Inszenierung die Geschichte nur „mäßig spannend“ umsetzen. Die Filmzeitschrift epd Film war hingegen der Meinung, dass Erkau das Drehbuch „sehr lebensnah“ umgesetzt habe. Beide Kinderdarsteller seien „absolut glaubwürdig“, vor allem Lorenzo Germeno in der Rolle des Max verleihe „seiner Figur große Nähe“.